# Haplocochlias risoneideneryae
Haplocochlias risoneideneryae là một loài ốc biển, là động vật thân mềm chân bụng sống ở biển thuộc họ Skeneidae. Chúng phân bố chủ yếu ở vùng biển Brazil thuộc Đại Tây Dương.